# Monroeville (Pennsylvania)
Monroeville ist eine Gemeinde (Home Rule Municipality) im Allegheny County im US-Bundesstaat Pennsylvania. Laut Volkszählung im Jahr 2020 hatte sie eine Einwohnerzahl von 28.640 auf einer Fläche von 51 km². Sie ist Teil der Metropolregion Pittsburgh.

## Geschichte
Benannt nach Joel Monroe, dem ersten Postmeister der Gegend, wurde Monroeville Mitte bis Ende des 18. Jahrhunderts besiedelt. 1849 wurde das Gebiet als Patton Township gegründet, bevor es am 25. Januar 1951 zum Borough Monroeville wurde. Monroeville wurde am 21. Mai 1974 zu einer Home Rule Charter Municipality.

## Demografie
Nach einer Schätzung von 2019 leben in Monroeville 27.380 Menschen. Die Bevölkerung teilt sich im selben Jahr auf in 77,0 % Weiße, 12,2 % Afroamerikaner, 6,3 % Asiaten und 4,0 % mit zwei oder mehr Ethnizitäten. Hispanics oder Latinos aller Ethnien machten 2,4 % der Bevölkerung aus. Das mittlere Haushaltseinkommen lag bei 68.743 US-Dollar und die Armutsquote bei 7,1 %.

## Verkehr
Der Pittsburgh–Monroeville Airport befindet sich in Monroeville.